# Джарія (рабиня)

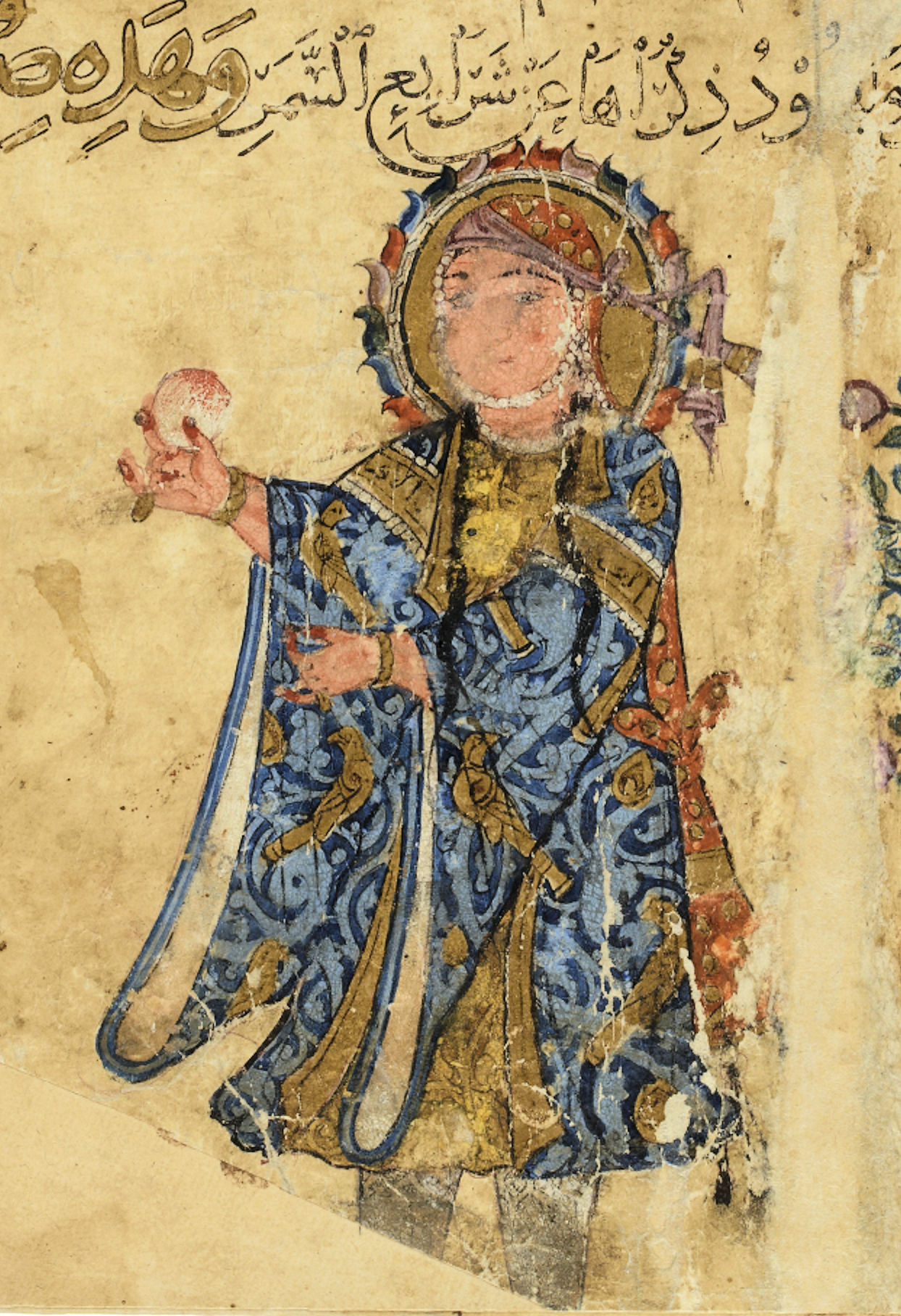
Джарія, Макамат Аль-Харірі, 1200—1210.

Джарія (араб. جارية , також джаварі) — термін, який у середньовічному ісламському світі часто використовувався для позначення жінок-рабинь. У придворному контексті вони могли бути «рабинями для задоволення» (muṭʿa, ladhdha) або «рабинями для статевого акту» (jawārī al-waṭ), які пройшли спеціальну підготовку з мистецьких навичок. На відміну від кайни, однак, вони зазвичай не виступали для чоловіків, окрім чоловіка, у гарем якого вони були поміщені.

## Історія
Категорія рабинь джарія — подібна до кайни — здобула популярність в епоху Аббасидського халіфату, можливо, через те, що в цей період вільні арабські жінки ставали все більш ізольованими від суспільства.
Джарії були куплені або захоплені як військова здобич. Цим терміном називали поневолених жінок, які завдяки навчанню або самоосвіті набували не лише фізичної привабливості, а й мистецьких і інтелектуальних здібностей, якими могли розважати чоловіка. Вони могли вивчати питання від музики і поезії до релігії, історії та літератури, і багато з них були здатні розважати свого власника як інтелектуальними, так і музичними здібностями. Є багато прикладів, коли джаварі здобували вплив на правителів.
Джарії відрізнялися від кайн тим, що не виступали на публіці, а лише в гаремі, до якого належали. Царські гареми могли наймати дуже велику кількість джарій, які виступали в ролі розважальних артисток королівського гарему і не обов'язково були синонімами наложниць правителя. Гарем Аббасидів мав тисячі джарій, а також наложниць, які не завжди були однаковими, і це було прийнято гаремами багатьох інших ісламських правителів, таких як правителі Кордовського халіфату та Фатімідського Халіфату.
Категорія сексуальних рабинь гарему джарія була описана письменником ІХ століття Аль-Джахізом, які звинувачували їх у руйнівному впливі на своїх господарів, створеному їхніми мистецькими здібностями, що створювали павутину залежних почуттів, таких як любов (хаб), пристрасть (хава), спорідненість (мушакала) і бажання продовжувати спілкування (ільф).
Хоча більшість дослідників приділяли увагу придворному контексту, джарії були присутні і в непридворному міському середовищі, зокрема в будинках купців і ремісників, скажімо як домашня прислуга. Джарії описані в широкому діапазоні джерел, включно з технічними трактатами та духовною літературою.

## Приклади
В ісламській літературі та історії було багато відомих джарій, таких як Аль-Хайзуран, Алам аль-Маліка та Хабаба.